# Uusimaa (fregatt, 1958)
Uusimaa var en finländsk fregatt av sovjetisk Riga-klass. Eftersom fartyget hade vissa unika modifieringar (bl.a. brittiska ubåtsjaktssystem) så kallades klassen för Uusimaa-klassen i finländsk tjänst.
Uusimaa var i tjänst mellan 1964 och 1979. Hon togs ur tjänst 1979 och användes som reservdelslager åt Hämeenmaa.